# Sidney Maiden
Sidney Maiden (abril de 1917 - 1987) fue un músico de country blues estadounidense. Destacó fundamentalmente como intérprete de armónica, aunque también compuso numerosos temas y cantó en algunos de sus discos. Su trabajo más conocido es "Eclipse of the Sun" (1948).

## Biografía
Maiden nació en la Parroquia de De Soto (Luisiana) en 1917. A mediados de los años 40 se estableció en California donde conoció a K. C. Douglas. Ambos músicos, fieles al estilo county blues, actuaron en clubes nocturnos de la Costa Oeste de Estados Unidos. La primera sencillo de K. C. Douglas fue "Mercury Boogie" (más tarde renombrado "Mercury Blues"), de 1948, en cuya grabación participó Maiden tocando la armónica. En la cara B del disco apareció "Eclipse of the Sun", que produjo Bob Geddins, propietario también del sello discográfico Down Town Records. La voz de Maiden suena en la última pista.
En 1952, Maiden grabó una sesión para Imperial Records, con el apoyo de los Blues Blowers, incluido Douglas. Tres años más tarde, otro tema de Maiden, "Hurry Hurry Baby", fue publicado por Flash Records. En 1957 grabó "Hand Me Down Baby", con Al Simmons y Slim Green en Los Ángeles.
En abril de 1961, Maiden grabó su único álbum en solitario, Trouble an' Blues, publicado originalmente por el sello Prestige Bluesvillel, recuperando su asociación con Douglas. El mismo año, Arhoolie Records publicó el álbum Mercy Dee, de Mercy Dee Walton, grabado en Stockton, California, que contó con Maiden en la armónica, Douglas en la guitarra y Otis Cherry en la batería.
Poco se sabe de la vida de Maiden en los años siguientes. Actuó ocasionalmente en el Condado de Fresno, como solista o acompañando a alguna banda. De acuerdo con los investigadores Bob Eagle y Eric LeBlanc, falleció en Arizona a finales de los 80, aunque otras fuentes datan su defunción en la década de los 70.